# 青山雪菜 (AV女優)
青山 雪菜（あおやま ゆきな、1983年12月14日 - ）は、日本のAV女優。
趣味・特技:買い物、メイク。

## 略歴・人物
2006年にイメージビデオが発売され、2007年にAVデビュー。
2009年より「彩名ゆい（あやな ゆい）」として活動している。

## 出演作品

### イメージビデオ（「青山雪菜」名義）
2006年
- Seethrough （8月26日、レイフル）
- GOKUERO （12月24日、レイフル）

### アダルトビデオ（「青山雪菜」名義）
2007年
- M系奉仕型着エロクィーン （1月25日、スターパラダイス）
- &Fashion*46 （3月2日、ゴーゴーズ）
- 「正義のヒーロー」 〜友達に痴漢させて助けてヤる〜 VOL.2 （2月8日、DANDY）
- 大手保険会社外交員盗撮流出 2 セクハラハメ撮り営業 映像ファイル （3月13日、カルマ）
- 男のエステペニシャルケア MEN'Sエステ DANKON HOUSE （3月14日、プレステージ）
- ヨコハマ★フェミニスタ 06 （3月23日、プレステージ）
- チョーハズカシイハジメテノ ジガドリ★オナニー 03 （4月7日、ラハイナ東海）
- おはズボッ! うそー、もう全部入っちゃってるぅ〜! 汁とヨダレ垂らしてイキまくりスペシャル （5月31日（レンタル） / 2008年6月27日（セル）、アテナ映像）
- なさそうでよくある話し 義父が娘を/義兄が妹を/義息子が母を 犯す （6月15日（レンタル） / 2010年1月25日（セル）、FAプロ）
- 家庭教師はガマンできない 26 （7月3日（レンタル） / 7月11日（セル）、クリスタル映像）
- 非日常的悶絶遊戯 第六十五章 スポーツ用品メーカーの新人営業ウーマン、雪菜の場合 （7月7日、AVS）
- 悩殺的痴女遊戯 第十四章 住み込みピチピチエロメイド、Fカップ雪菜21才（8月1日、AVS）
- 横浜発! Hな人妻達 超丸出し!普通の主婦の刺激的セカンドライフ（8月7日、フリー） ※「青山陽子」名義
- 夏胸 はみだしsummer （8月18日、フリービジョン）他出演:黒木めぐみ、@YOU
- 人妻強制露出スパイラル （9月23日（レンタル）、VIP / 2008年2月22日（セル）、メディアバンク）
- Shake Body Ver.5 （10月1日、AVS）
- 高級キャバ嬢お色気温泉旅行 〜プライベート中出しハメまくりの旅〜 （10月3日、グローリークエスト）
- SEXの匂いがする女たち 隣の娘/連れ子の娘/42才の義母/両刀使いの女/慰安旅行でまわし （10月10日、FAプロ）
- BLACK judgment DAY 残酷制裁ファイル 1 （11月10日、ベイビーエンターテイメント）
- オフィスケイズっていうフェチメーカーです!! （12月1日、オフィスケイズ）※AVグランプリ2008 マニアステージ エントリー作品

2008年
- 犯された秘書 調教レズレイプ vol.8 （1月11日、U&K）
- 競泳水着マニア 1 （1月18日、オフィスケイズ）
- 二人の責師 緊縛魂・美畜肉奴隷 （2月1日、シネマジック）
- 厳選超美尻 人妻シリーズ第1弾 若妻の美尻 元イメージモデルの超美尻をじっくりと堪能する。 （3月21日、オフィスケイズ）
- MOODYZファン感謝祭 バコバコバスツアー2008 超!極乳天国へようこそ!! （4月13日、MOODYZ）
- ピストン騎乗位 4 （4月25日、アロマ企画）
- MOODYZファン感謝祭 裏バコバコバスツアー2008 本編未収録映像240分!! （6月13日、MOODYZ）

### アダルトビデオ（「彩名ゆい」名義）
2009年
- THE 潮吹き 5 （2月7日（レンタル） / 3月5日（セル）、クリスタル映像）
- 妄想熟女クリニック （3月25日、ドリームステージエンタテインメント）
- 本格レズ 女将×仲居×女客（タチとネコ） （4月10日、東京音光）
- いぢられ嫁 みらい （4月10日、東京音光）
- 奥様達の裏稼業 （4月24日、Nadeshiko）
- 女子社員教育 新入社員は机の下でチ●ポをしゃぶれ! 2 （6月4日、ヒビノ）
- 欲求不満の若妻が［時間を止められる］魔法のキッチンタイマーを手に入れたら… （11月5日、Hunter）

2010年
- パンストレズビアン遊戯 Vol.5 （9月13日、AVS）
- 淫語中出しソープ 14 （11月25日、AVS）